# میت غمر
میت غمر نام شهر و شهرستانی در استان دقهلیه مصر است. 